# Europese weg 263
De Europese weg 263 of E263 is een Europese weg die loopt van Tallinn in Estland naar Luhamaa in Estland. De weg loopt in zijn geheel over de Estse Route 2.
In Tallinn sluit de E263 aan op de E20, E67 en E265, in Tartu op de E264 en in Luhamaa komt hij uit op de E77.

## Algemeen
De Europese weg 263 is een Klasse B-verbindingsweg en verbindt het Estse Tallinn met het Estse Luhamaa en komt hiermee op een afstand van ongeveer 280 kilometer. De route is door de UNECE als volgt vastgelegd: Tallinn - Tartu - Luhamaa.

## Nationale wegnummers
De E263 loopt over de volgende nationale wegnummers, van noord naar zuid:
| Nummer  | Tracé             |
| Estland | Estland           |
| ------- | ----------------- |
| 2       | Tallinn - Luhamaa |